# Чан Джаён
Чан Джаён (кор. 장자연; 25 января 1980 или 8 декабря 1982, Чонып, Чолла-Пукто — 7 марта 2009, Соннам, Кёнгидо) — южнокорейская актриса

. В возрасте 29 лет была найдена повешенной. Известно, что незадолго до смерти Чан страдала от депрессии. По заключению полиции актриса покончила с собой.
Смерть актрисы вызвала скандал, поскольку возникли подозрения, что она подвергалась физическому и моральному насилию со стороны ряда высокопоставленных представителей шоубизнеса и это вызвало депрессию.

## Биография

### Карьера
В 2006 году Чан Джаён дебютировала на коммерческом телевидении . Прорывом для неё стали съёмки в сериале «Мальчики краше цветов», Чан играла Санни, одну из трёх антагонисток, противостоящих героине Ку Хесон. На момент самоубийства Чан Джаён ожидался выход двух первых фильмов «Они идут» и «Слон в пентхаусе».
Известно, что у Джаён были сложности с агентством, в котором она работала. В своей предсмертной записке актриса обвинила представителей агентства в том, что они регулярно избивали её и требовали оказывать сексуальные услуги знаменитым представителям шоубизнеса, в записке перечислено почти две дюжины их имён.

### Личная жизнь
В 1999 году родители Чан Джаён погибли в результате ДТП, после этого актриса жила со старшей сестрой и младшим братом. Незадолго до своей смерти Джаён страдала от клинической депрессии и за год до смерти прошла курс лечения.

### Смерть и последующий скандал
7 марта 2009 года Чан Джаён была найдена повешенной в собственном доме в Соннаме. Ранее в этот день во время звонка, совершённого в 15:30, Джаён жаловалась сестре на «переполняющую её депрессию», а также сказала, что «хочет умереть». Позднее сестра Чан звонила ей, но актриса не ответила, после этого её сестра приехала домой, в котором они обе проживали, и приблизительно в 19:42 обнаружила Чан Джаён повесившейся на перилах лестницы.
По заключению полиции смерть актрисы наступила в результате суицида, доказательств имитации самоубийства найдено не было. По данным полиции, Джаён совершила самоубийство приблизительно в 16:30. Была найдена предсмертная записка, в которой Чан описала как её избивали и заставляли заниматься сексом с рядом программных директоров, членов правления и медиаменеджеров.
По сообщениям южнокорейских СМИ, Чан в записке утверждала, что её агент Ким Сон-хун (Kim Sung-hoon) регулярно избивал её и заставлял заниматься сексом с рядом программных директоров, членов правления и медиаменеджеров. Находившийся на тот момент в Японии Ким Сон-хун (Kim Sung-hoon)  отверг обвинения. Известно, что в списке были названы имена 31 человека, но полиция не стала раскрывать их имена. Интернет-пользователям удалось раскрыть часть списка, в нём были: председатель правления «Чосон ильбо» Бан Санхун, вице-президент «Sports Chosun» Бан Мёхон, рекламный директор «JoongAng Ilbo» Ли Джаён, председатель «Kolon Industries» Ли Вурёл, председатель правления «Lotte» Син Кёкхо, бывший работник KBS PD, председатель правления «Olive 9» Го Дахва; продюсер KBS Geumji Ok Yeob Чун Джангён; продюсер KBS, MBC, SBS, Чун Сихо; продюсер KBS «Мальчики краше цветов» Чун Гисан; и музыкальный продюсер «Playful Kiss», «Мальчики краше цветов», «Perfect Couple» и «Goong», Сон Бёнджун. Позднее «Chosun Ilbo» выпустила заявление, согласно которому, в предсмертной записке Чан Джаён было названо имя не их нынешнего продюсера, а человека, который занимал эту должность ранее. Его имя газета отказалась раскрыть.
По мотивам биографии актрисы был снят вышедший в 2013 году фильм «Norigae».